# Silenoz
Silenoz, właśc. Sven Atle Kopperud (ur. 1 marca 1977 w Nannestad) – norweski gitarzysta, jeden z założycieli zespołu blackmetalowego Dimmu Borgir, w którym występuje do dzisiaj. Pełni rolę gitarzysty od początku istnienia zespołu. Jest głównym kompozytorem riffów, kształtujących brzmienie zespołu. Jest również autorem większości tekstów. Ponadto, na albumach For All Tid, Stormblåst (oba nagrania) i Godless Savage Garden można usłyszeć jego wokal. W początkach istnienia zespołu używał pseudonimu artystycznego Erkekjetter Silenoz ("arcyheretyk Silenoz"), później jednak skracając go do "Silenoz".
Zanim rozpoczął karierę w Dimmu Borgir, Silenoz grał w zespole Malefic. Kolejnym zespołem, w którym udzielał się jako gitarzysta rytmiczny, był norweski zespół thrashmetalowy Nocturnal Breed (występował w nim pod pseudonimem "Ed Damnator"). Zanim zawodowo zajął się muzyką, był m.in. fotografem  i pracownikiem przedszkola.
Silenoz gra na gitarach firmy ESP. Muzyk używa następujących modeli: ESP custom, The Apocalyptic Warfare Axe model ESP F7 oraz ESP LTD Okkultist. Ponadto używa wzmacniaczy Engl Powerball oraz przystawek gitarowych Seymour Duncan Live Wire Metal Humbucker.

## Dyskografia
| Dimmu Borgir - For All Tid (1994, No Colours) - Stormblåst (1996, Cacophonous) - Enthrone Darkness Triumphant (1997, Nuclear Blast) - Spiritual Black Dimensions (1999, Nuclear Blast) - Puritanical Euphoric Misanthropia (2001, Nuclear Blast) - Death Cult Armageddon (2003, Nuclear Blast) - Stormblåst MMV (2005, Nuclear Blast) - In Sorte Diaboli (2007, Nuclear Blast) - Abrahadabra (2011, Nuclear Blast) Insidious Disease - Shadowcast (2010, Century Media Records) | Nocturnal Breed - Aggressor (1997, Hammerheart Records) - Raping Europe (1997, Hammerheart Records) - No Retreat... No Surrender (1998, Hammerheart Records) - Triumph of the Blasphemer (1998, Hammerheart Records) Inne - Necrophagia - The Divine Art of Torture (2003, słowa) - Hypocrisy - The Arrival (2004, Nuclear Blast, słowa) - Ov Hell - The Underworld Regime (2010, Indie Recordings, słowa) - Gromth - The Immortal (2011, Worlds Apart Records, logo) |

## Wideografia
- Behind the Player: Dimmu Borgir (DVD, 2010, Alfred Music Publishing)[3]

## Filmografia
- Promised Land of Heavy Metal (2008, film dokumentalny, reżyseria: Kimmo Kuusniemi)[4]